# لو جونسون (مغني)
لو جونسون (بالإنجليزية: Lou Johnson)‏ هو مغني أمريكي، ولد في 1941 في بروكلين في الولايات المتحدة.

## وصلات خارجية
- لو جونسون على موقع ميوزك برينز (الإنجليزية)
- لو جونسون على موقع ديسكوغز (الإنجليزية)